# Saudilacon
Saudilacon là một chi bọ cánh cứng trong họ 
Elateridae.
Chi này được miêu tả khoa học năm 1983 bởi Chassain.

## Các loài
Các loài trong chi này gồm:
- Saudilacon balcis Wurst, Schimmel & Platia, 2001
- Saudilacon ochraceus Chassain, 1983